# Linea di successione al trono del Bahrein

Lo stendardo reale del Bahrein.

Lo stemma della monarchia bahreinita.

La linea di successione al trono del Bahrein segue il criterio della legge salica attraverso i discendenti di Isa ibn Ali Al Khalifa, sovrano del Bahrein dal 1869 al 1932. Tuttavia, se lo desidera, il re ha la possibilità di scegliere un qualsiasi suo figlio e di nominarlo successore.

## Linea di successione
Attualmente la linea di successione al trono, a partire dai discendenti dello sceicco Salman ibn Hamad Al Khalifa, è la seguente:
- Sua Altezza lo sceicco Isa bin Salman Al Khalifa, Emiro del Bahrein (1933-1999), primo figlio di Sua Altezza lo sceicco Salman ibn Hamad
  -  Sua Maestà lo sceicco Hamad bin Isa Al Khalifa, Re del Bahrein, nato nel 1950, primo figlio dell'emiro Isa bin Salman ed attuale Sovrano del Bahrein
    - 1. Sua Altezza Reale lo sceicco Salman bin Hamad bin Isa Al Khalifa, principe della Corona, nato nel 1969, primo figlio di re Hamad
      - 2. Sua Altezza lo sceicco Isa bin Salman Al Khalifa, nato nel 1990, primo figlio del principe Salman
      - 3. Sua Altezza lo sceicco Muhammad bin Salman Al Khalifa, nato nel 1991, secondo figlio del principe Salman

    - 4. Sua Altezza lo sceicco Abdullah bin Hamad Al Khalifa, nato nel 1975, secondo figlio di re Hamad
      - 5. Sua Altezza lo sceicco Isa bin Abdullah Al Khalifa, nato nel 1999, primo figlio dello sceicco Abdullah
      - 6. Sua Altezza lo sceicco Sulman bin Abdullah Al Khalifa, nato nel 2003, secondo figlio dello sceicco Abdullah

    - 7. Sua Altezza lo sceicco Khalifa bin Hamad Al Khalifa, nato nel 1977, terzo figlio di re Hamad
    - 8. Sua Altezza lo sceicco Nasser bin Hamad Al Khalifa, nato nel 1987, quarto figlio di re Hamad
    - 9. Sua Altezza lo sceicco Khalid bin Hamad Al Khalifa, nato nel 1989, quinto figlio di re Hamad
    - 10. Sua Altezza lo sceicco Sultan bin Hamad Al Khalifa, settimo figlio di re Hamad

  - Sua Altezza lo sceicco Rashid bin Isa Al Khalifa (?-2010), secondo figlio dell'emiro Isa bin Salman
    - 11. Sua Altezza lo sceicco Turki bin Rashid Al Khalifa, primo figlio dello sceicco Rashid bin Isa
    - 12. Sua Altezza lo sceicco Muhammad bin Rashid Al Khalifa, secondo figlio dello sceicco Rashid bin Isa
    - 13. Sua Altezza lo sceicco Faisal bin Rashid Al Khalifa, terzo figlio dello sceicco Rashid bin Isa
    - 14. Sua Altezza lo sceicco Abdullah bin Rashid Al Khalifa, quarto figlio dello sceicco Rashid bin Isa
    - 15. Sua Altezza lo sceicco Nawaf bin Rashid Al Khalifa, quinto figlio dello sceicco Rashid bin Isa
    - 16. Sua Altezza lo sceicco Salman bin Rashid Al Khalifa, sesto figlio dello sceicco Rashid bin Isa
    - 17. Sua Altezza lo sceicco Isa bin Rashid Al Khalifa, settimo figlio dello sceicco Rashid bin Isa
    - 18. Sua Altezza lo sceicco Ebrahim bin Rashid Al Khalifa, ottavo figlio dello sceicco Rashid bin Isa

  - 19. Sua Altezza lo sceicco Muhammad bin Isa Al Khalifa, terzo figlio dell'emiro Isa bin Salman
  - 20. Sua Altezza lo sceicco Abdullah bin Isa Al Khalifa, quarto figlio dell'emiro Isa bin Salman
  - 21. Sua Altezza lo sceicco Ali bin Isa Al Khalifa, quinto figlio dell'emiro Isa bin Salman
- Sua Altezza Reale lo sceicco Khalifa bin Salman Al Khalifa (1935-2020), secondo figlio dello Sceicco Salman ibn Hamad
  - 22. Sua Altezza lo sceicco Ali bin Khalifa Al Khalifa, primo figlio dello sceicco Khalifa bin Salman 
    - 23. Lo Sceicco Khalifa bin Ali Al Khalifa, primo figlio dello sceicco Ali bin Khalifa
    - 24. Lo sceicco Isa bin Ali Al Khalifa, secondo figlio dello sceicco Ali bin Khalifa

  - 25. Sua Altezza lo sceicco Salman bin Khalifa Al Khalifa, secondo figlio dello sceicco Khalifa bin Salman
- Sua Altezza Reale lo sceicco Muhammad bin Salman Al Khalifa (1940-2009), terzo figlio dello Sceicco Salman bin Hamad
  - 26. Lo sceicco Ahmad bin Muhammad Al Khalifa, primo figlio dello sceicco Muhammad
  - 27. Lo sceicco Hamad bin Muhammad Al Khalifa, secondo figlio dello sceicco Muhammad
  - 28. Lo sceicco Khalid bin Muhammad Al Khalifa, terzo figlio dello sceicco Muhammad
  - 29. Lo sceicco Khalifa bin Muhammad Al Khalifa, quarto figlio dello sceicco Muhammad
  - 30. Lo sceicco Abdullah bin Muhammad Al Khalifa, sesto figlio dello sceicco Muhammad
  - 31. Lo sceicco Sultan bin Muhammad Al Khalifa, settimo figlio dello sceicco Muhammad
  - 32. Lo sceicco Hashim bin Muhammad Al Khalifa, ottavo figlio dello sceicco Muhammad
  - 33. Lo sceicco Nadir bin Muhammad Al Khalifa, nono figlio dello sceicco Muhammad
  - 34. Lo sceicco Ali bin Muhammad Al Khalifa, decimo figlio dello sceicco Muhammad

La linea di successione continua con i discendenti dello sceicco Hamad ibn Isa Al Khalifa (1872-1942) e poi dello sceicco Isa ibn Ali Al Khalifa (1848-1932).
Legenda:
- : simbolo di un Sovrano deceduto
- : simbolo di un Sovrano regnante